# Max Appelboom
Machiel (Max) Appelboom (Amsterdam, 7 maart 1924 - Wilrijk (België), 5 november 2003) was een Nederlandse, joodse illustrator, die onder meer affiches maakte voor Theater Tuschinski in Amsterdam. Na de Tweede Wereldoorlog werd hij televisieregisseur.
Tijdens de Tweede Wereldoorlog dook Appelboom onder en slaagde hij er in om naar Engeland te gaan. In Londen illustreerde hij een fotoalbum voor Koningin Wilhelmina.
Na de oorlog werkte hij aanvankelijk bij radio, televisie en film in de Verenigde Staten. Hij werkte met Audrey Hepburn en als tekenaar voor Walt Disney. Daarna keerde hij terug naar Nederland waar hij in 1959 programmaleider, producent en aandeelhouder werd bij de commerciële radio VRON en de latere opvolger radio Veronica. Hij produceerde onder meer de bekende programma's van Floris (1969), Tita Tovenaar (1972) en De Bereboot (1976).
Max Appelboom trouwde met Lientje Engelander en woonde met haar in België. Hij illustreerde de gedichtenbundel De Censuur van mijn Gedachten die Engelander onder het pseudoniem Sarah Lina schreef.
Max Appelboom werd begraven op een joodse begraafplaats in Putte.
In het Museum Engelandvaarders in Noordwijk hangen 12 tekeningen onder de naam "De Avonturen van een Engelandvaarder".
Na de Tweede Wereldoorlog zou hij naast het Bronzen Kruis, Kruis van Verdienste, Oorlogsherinneringskruis, het Verzetsherdenkingskruis toegekend krijgen